# Liste der Lieder von Sabrina Carpenter
Die nachfolgende Liste beinhaltet alle von der US-amerikanischen Sängerin Sabrina Carpenter aufgenommenen und veröffentlichten Lieder mit deren Autoren, Alben und Erscheinungsjahren.

## #
| Titel      | Autoren                                                 | Album          | Jahr |
| ---------- | ------------------------------------------------------- | -------------- | ---- |
| 15 Minutes | Sabrina Carpenter, Amy Allen, John Ryan, Julian Bunetta | Short n' Sweet | 2025 |

## A
| Titel                           | Autoren                                                      | Album                                                       | Jahr |
| ------------------------------- | ------------------------------------------------------------ | ----------------------------------------------------------- | ---- |
| Alien (feat. Jonas Blue)        | Sabrina Carpenter, Janee Bennett, Guy James Robin            | Singular: Act I (Japanese Edition), Blue (Japanese Edition) | 2018 |
| All We Have Is Love             | Sabrina Carpenter, Afshin Salmani, Josh Cumbee               | Evolution                                                   | 2016 |
| All You Need (mit Ariel Winter) | —                                                            | Sofia the First                                             | 2013 |
| Almost Love                     | Sabrina Carpenter, Steph Jones, Nate Campany, Mikkel Eriksen | Singular: Act I                                             | 2018 |
| Already Over                    | Sabrina Carpenter, John Ryan, Julia Michaels, JP Saxe        | Emails I Can't Send                                         | 2022 |
| A Nonsense Christmas            | Sabrina Carpenter, Julian Bunetta, Steph Jones               | Fruitcake                                                   | 2023 |

## B
| Titel                 | Autoren                                                        | Album                         | Jahr |
| --------------------- | -------------------------------------------------------------- | ----------------------------- | ---- |
| Bad for Business      | Sabrina Carpenter, Leroy Clampitt, Steph Jones                 | Emails I Can't Send           | 2022 |
| Bad Reviews           | Sabrina Carpenter, Amy Allen, John Ryan, Ian Kirkpatrick       | Short n' Sweet                | 2025 |
| Bad Time              | Sabrina Carpenter, Oscar Görres, Julia Karlsson                | Singular: Act I               | 2018 |
| Because I Liked a Boy | Sabrina Carpenter, John Ryan, Julia Michaels, JP Saxe          | Emails I Can't Send           | 2022 |
| Bed Chem              | Sabrina Carpenter, Julia Michaels, Amy Allen                   | Short n' Sweet                | 2024 |
| Best Thing I Got      | Julie Frost, John Gordon, Kyle Dykstra                         | Can't Blame a Girl for Trying | 2014 |
| Bet U Wanna           | Sabrina Carpenter, Julian Bunetta, Leroy Clampitt, Steph Jones | Emails I Can't Send           | 2022 |
| Busy Woman            | Sabrina Carpenter, Amy Allen, Jack Antonoff                    | Short n' Sweet                | 2025 |
| Buy Me Presents       | Sabrina Carpenter, Steph Jones, John Ryan                      | Fruitcake                     | 2023 |

## C
| Titel                                      | Autoren                                                 | Album                                         | Jahr |
| ------------------------------------------ | ------------------------------------------------------- | --------------------------------------------- | ---- |
| Can't Blame a Girl for Trying              | Al Anderson, Meghan Trainor, Chris Gelbuda              | Can't Blame a Girl for Trying                 | 2015 |
| Christmas the Whole Year Round             | —                                                       | —                                             | 2014 |
| Cindy Lou Who                              | Sabrina Carpenter, John Ryan, Amy Allen                 | Fruitcake                                     | 2023 |
| Clouds (Fin Argus feat. Sabrina Carpenter) | Zach Sobiech                                            | Clouds: Music from the Disney+ Original Movie | 2020 |
| Coincidence                                | Sabrina Carpenter, Julia Michaels, Amy Allen            | Short n' Sweet                                | 2024 |
| Couldn't Make It Any Harder                | Sabrina Carpenter, Amy Allen, John Ryan, Julian Bunetta | Short n' Sweet                                | 2025 |

## D
| Titel                | Autoren                                                        | Album               | Jahr |
| -------------------- | -------------------------------------------------------------- | ------------------- | ---- |
| Darling I'm a Mess   | Meghan Trainor                                                 | Eyes Wide Open      | 2015 |
| Decode               | Sabrina Carpenter, John Ryan, Julia Michaels, JP Saxe          | Emails I Can't Send | 2022 |
| Diamonds Are Forever | Sabrina Carpenter, Johan Carlsson, Ross Golan, Dallas Davidson | Singular: Act I     | 2018 |
| Don't Smile          | Sabrina Carpenter, Amy Allen, Steph Jones                      | Short n' Sweet      | 2024 |
| Don't Want It Back   | Sabrina Carpenter, Steph Jones, Rob Persaud                    | Evolution           | 2016 |
| Dumb & Poetic        | Sabrina Carpenter, Julia Michaels, Amy Allen                   | Short n' Sweet      | 2024 |

## E
| Titel               | Autoren                                                   | Album               | Jahr |
| ------------------- | --------------------------------------------------------- | ------------------- | ---- |
| Emails I Can't Send | Sabrina Carpenter, Julia Michaels, JP Saxe                | Emails I Can't Send | 2022 |
| Espresso            | Sabrina Carpenter, Amy Allen, Julian Bunetta, Steph Jones | Short n' Sweet      | 2024 |
| Exhale              | Sabrina Carpenter, Johan Carlsson, Ross Golan             | Singular: Act II    | 2019 |
| Eyes Wide Open      | Audra Mae, Jerrod Bettis, Meghan Kabir                    | Eyes Wide Open      | 2015 |

## F
| Titel                                           | Autoren                                                                                            | Album                                         | Jahr |
| ----------------------------------------------- | -------------------------------------------------------------------------------------------------- | --------------------------------------------- | ---- |
| Fall Apart                                      | —                                                                                                  | —                                             | 2011 |
| Fast Times                                      | Sabrina Carpenter, Julia Michaels, John Ryan, JP Saxe                                              | Emails I Can't Send                           | 2022 |
| Feather                                         | Sabrina Carpenter, Amy Allen, John Ryan                                                            | Emails I Can't Send Fwd:                      | 2023 |
| Feels Like Loneliness                           | Sabrina Carpenter, Ido Zmishlany                                                                   | Evolution                                     | 2016 |
| First Love (Lost Kings feat. Sabrina Carpenter) | Albin Nedler, Brittany Amaradio, Kristoffer Fogelmark, Norris Shanholtz, Rami Yacoub, Robert Abisi | -                                             | 2017 |
| Fix Me Up (Fin Argus feat. Sabrina Carpenter)   | Samantha Brown, Zach Sobiech                                                                       | Clouds: Music from the Disney+ Original Movie | 2020 |

## G
| Titel       | Autoren                                      | Album          | Jahr |
| ----------- | -------------------------------------------- | -------------- | ---- |
| Good Graces | Sabrina Carpenter, Julia Michaels, Amy Allen | Short n' Sweet | 2024 |

## H
| Titel                                                  | Autoren | Album                       | Jahr |
| ------------------------------------------------------ | --- | --------------------------- | ---- |
| Hands (Mike Perry feat. Sabrina Carpenter & The Vamps) | Brad Simpson, Connor Ball, Tristan Evans, James McVey, George Tizzard, Rick Parkhouse, Samuel Preston, Rachel Furner, Mikael Persson, Dimitri Vangelis, Andreas Wiman | Night & Day (Night Edition) | 2017 |
| Have Yourself a Merry Little Christmas                 | Hugh Martin, Ralph Blane | -                           | 2017 |
| Hold Tight (feat. Uhmeer)                              | Sabrina Carpenter, Mike Sabbath, Brett McLaughlin | Singular: Act I             | 2018 |
| Honeymoon Fades                                        | Sabrina Carpenter, Bianca Atterberry, Akil King, Anthony M. Jones, Daoud Anthony                                                                                      | -                           | 2020 |
| How Many Things                                        | Sabrina Carpenter, Ryan Marrone, JP Saxe | Emails I Can't Send         | 2022 |

## I
| Titel                                                            | Autoren                                                                                     | Album                     | Jahr |
| ---------------------------------------------------------------- | ------------------------------------------------------------------------------------------- | ------------------------- | ---- |
| I Can't Stop Me (feat. Saweetie)                                 | Sabrina Carpenter, Brett McLaughlin, Mikkel Eriksen, Diamonté „Saweetie“ Harper, Gino Borri | Singular: Act II          | 2019 |
| I'll Be Home for Christmas (mit Ali Brustofski & Danielle Lowe)  | —                                                                                           | —                         | 2012 |
| I'm Fakin‘                                                       | Sabrina Carpenter, Katie Pearlman, Jackson Morgan, Andrés Torres, Mauricio Rengifo          | Singular: Act II          | 2019 |
| In My Bed                                                        | Sabrina Carpenter, Steph Jones, Mike Sabath                                                 | Singular: Act II          | 2019 |
| Is It New Years Yet?                                             | Sabrina Carpenter, John Ryan, Amy Allen                                                     | Fruitcake                 | 2023 |
| I Still Haven't Found What I'm Looking For (feat. Peter Hollens) | U2                                                                                          | Peter Hollens             | 2014 |
| It's Finally Christmas                                           | —                                                                                           | Disney Holidays Unwrapped | 2013 |

## J
| Titel | Autoren                      | Album          | Jahr |
| ----- | ---------------------------- | -------------- | ---- |
| Juno  | Sabrina Carpenter, Amy Allen | Short n' Sweet | 2024 |

## L
| Titel           | Autoren                                                       | Album                     | Jahr |
| --------------- | ------------------------------------------------------------- | ------------------------- | ---- |
| Let Me Move You | Sabrina Carpenter, Steph Jones, Mikkel Eriksen, Tor Hermansen | —                         | 2020 |
| Lie for Love    | Sabrina Carpenter                                             | Sierra Burgess Is a Loser | 2018 |
| Lie to Girls    | Sabrina Carpenter, Jack Antonoff, Amy Allen                   | Short n' Sweet            | 2024 |
| Lonesome        | Sabrina Carpenter, Leroy Clampitt, Skyler Stonestreet         | Emails I Can't Send Fwd:  | 2023 |
| Looking At Me   | Sabrina Carpenter, Johan Carlsson, James Alan Ghaleb          | Singular: Act II          | 2019 |

## M
| Titel                                                     | Autoren | Album             | Jahr |
| --------------------------------------------------------- | --- | ----------------- | ---- |
| Make You Feel My Love (mit Nathaniel Hawk & Cameron Hawk) | — | —                 | 2011 |
| Manchild                                                  | Sabrina Carpenter, Amy Allen, Jack Antonoff                                                                    | Man's Best Friend | 2025 |
| Mirage                                                    | Sabrina Carpenter, Nick Bailey, Jeff Halavacs, Ryan Ogren                                                      | Evolution         | 2016 |
| Mona Lisa                                                 | Sabrina Carpenter, James Abrahart, Nate Campany, Jordan Johnson, Stefan Johnson, Marcus Lomax, Oliver Peterhof | Singular: Act I   | 2018 |

## N
| Titel           | Autoren                                                  | Album               | Jahr |
| --------------- | -------------------------------------------------------- | ------------------- | ---- |
| Needless to Say | Sabrina Carpenter, Amy Allen, John Ryan, Ian Kirkpatrick | Short n' Sweet      | 2024 |
| Nonsense        | Sabrina Carpenter, Julian Bunetta, Steph Jones           | Emails I Can't Send | 2022 |
| No Words        | Sabrina Carpenter, Ido Zmishlany                         | Evolution           | 2016 |

## O
| Titel                                                     | Autoren | Album                    | Jahr |
| --------------------------------------------------------- | --- | ------------------------ | ---- |
| On My Way (Alan Walker feat. Sabrina Carpenter & Farruko) | Julia Karlsson, Gunnar Greve, Franklin Jovani Martinez, Marcos G. Pérez, Fredrik Borch Olsen, Jesper Borgen, Carlos Efrén Reyes Rosado, Sabrina Carpenter, Alan Walker, Øyvind Sauvik, Anders Frøen, Anton Rundberg | -                        | 2019 |
| On Purpose                                                | Sabrina Carpenter, Ido Zmishlany | Evolution                | 2016 |
| Opposite                                                  | Sabrina Carpenter, Amy Allen, Lostboy | Emails I Can't Send Fwd: | 2023 |

## P
| Titel                                     | Autoren                                                     | Album            | Jahr |
| ----------------------------------------- | ----------------------------------------------------------- | ---------------- | ---- |
| Paris                                     | Sabrina Carpenter, Brett McLaughlin, Jason Evigan           | Singular: Act I  | 2018 |
| Perfect Song                              | Darren Criss, Matthew Morales, Nick Lang, Olivia Noelle     | Royalties        | 2020 |
| Please Please Please (feat. Dolly Parton) | Sabrina Carpenter, Jack Antonoff, Amy Allen                 | Short n' Sweet   | 2024 |
| Please Please Please (feat. Dolly Parton) | Sabrina Carpenter, Jack Antonoff, Amy Allen                 | Short n' Sweet   | 2025 |
| prfct                                     | Sabrina Carpenter, Rob Persaud, Jenna Andrews               | Singular: Act I  | 2018 |
| Pushing 20                                | Sabrina Carpenter, Warren „Oak“ Felder, Paul Guy Shelton II | Singular: Act II | 2019 |

## R
| Titel          | Autoren                                               | Album               | Jahr |
| -------------- | ----------------------------------------------------- | ------------------- | ---- |
| Read Your Mind | Sabrina Carpenter, Leroy Clampitt, Skyler Stonestreet | Emails I Can't Send | 2022 |
| Rescue Me      | —                                                     | Teen Beach 2        | 2015 |
| Right Now      | Sabrina Carpenter, Jordan Higgins, Lindsay Rush       | Eyes Wide Open      | 2015 |
| Run and Hide   | Sabrina Carpenter, Jimmy Robbins                      | Evolution           | 2016 |

## S
| Titel | Autoren                                                                                  | Album                                        | Jahr |
| --- | ---------------------------------------------------------------------------------------- | -------------------------------------------- | ---- |
| Safe & Sound | —                                                                                        | —                                            | 2012 |
| Santa Claus Is Coming to Town (DNCE feat. Sabrina Carpenter, Charlie Puth, Hailee Steinfeld, Daya, Fifth Harmony, Rita Ora, Tinashe & Jake Miller) | J. Fred Coots, Haven Gillespie                                                           | —                                            | 2016 |
| Santa Doesn't Know You Like I Do | Sabrina Carpenter, Julian Bunetta, Amy Allen                                             | Fruitcake                                    | 2023 |
| Seamless | Sabrina Carpenter, Chelsea Lena, Jon Levine                                              | Eyes Wide Open                               | 2015 |
| Shadows | Sabrina Carpenter, Steph Jones, Rob Persaud                                              | Evolution                                    | 2016 |
| Sharpest Tool | Sabrina Carpenter, Jack Antonoff, Amy Allen                                              | Short n' Sweet                               | 2024 |
| Silver Nights | —                                                                                        | —                                            | 2014 |
| Skin | Sabrina Carpenter, Ryan McMahon, Tia Scola                                               | -                                            | 2021 |
| Skinny Dipping | Sabrina Carpenter, Julia Michaels, Leroy Clampitt, JP Saxe                               | Emails I Can't Send                          | 2021 |
| Slim Pickins | Sabrina Carpenter, Jack Antonoff, Amy Allen                                              | Short n' Sweet                               | 2024 |
| Smile | —                                                                                        | Disney Fairies: Faith, Trust, and Pixie Dust | 2012 |
| Smoke and Fire | —                                                                                        | —                                            | 2016 |
| Space | Sabrina Carpenter, Missy Modell, Daniel Kyriakides                                       | Evolution                                    | 2016 |
| Stand Out | —                                                                                        | —                                            | 2014 |
| Sue Me | Sabrina Carpenter, Warren „Oak“ Felder, Steph Jones, Trevor Brown, William Zaire Simmons | Singular: Act I                              | 2018 |

## T
| Titel                                                                         | Autoren                                                                        | Album                         | Jahr |
| ----------------------------------------------------------------------------- | ------------------------------------------------------------------------------ | ----------------------------- | ---- |
| Take Off All Your Cool                                                        | Sabrina Carpenter, Warren „Oak“ Felder, Steph Jones, Trevor Brown, Zaire Kaldo | Singular: Act II              | 2019 |
| Take On the World (mit Rowan Blanchard)                                       | —                                                                              | —                             | 2014 |
| Take You Back                                                                 | Sabrina Carpenter, Jonas Jeberg, Brett McLaughlin, Chloe Angelides             | Singular: Act II              | 2019 |
| Taste                                                                         | Sabrina Carpenter, Julia Michaels, Amy Allen                                   | Short n' Sweet                | 2024 |
| Tell Em                                                                       | Sabrina Carpenter, Bianca Atterberry, Sidney Swift, Dayyon Alexander Drinkard  | Singular: Act II              | 2019 |
| That's Not How This Works (Charlie Puth feat. Dan + Shay & Sabrina Carpenter) | Charlie Puth, Dan Smyers, Jordan Reynolds                                      | Emails I Can't Send Fwd:      | 2023 |
| The Middle of Starting Over                                                   | Jim McGorman, Robb Vallier, Michelle Moyer                                     | Can't Blame a Girl for Trying | 2014 |
| Things I Wish You Said                                                        | Sabrina Carpenter, Leroy Clampitt, Steph Jones                                 | Emails I Can't Send Fwd:      | 2023 |
| Thumbs                                                                        | Priscilla Renea, Steve Mac                                                     | Evolution                     | 2016 |
| Tomorrow Starts Today (Andi Mack Titelsong)                                   | Amit Ofir, Erika Nuri Taylor, Shridhar Solanki                                 | -                             | 2017 |
| Too Young                                                                     | Sabrina Carpenter, Jon Ingoldsby                                               | Eyes Wide Open                | 2015 |
| Tornado Warnings                                                              | Sabrina Carpenter, Jorgen Odegard, Julia Michaels, JP Saxe                     | Emails I Can't Send           | 2022 |
| Tricky (Shoffy feat. Sabrina Carpenter)                                       | Alex Shofler, Jake Torrey, Sabrina Carpenter                                   | Flash                         | 2020 |
| Two Young Hearts                                                              | Ben Berger, Audra Mae, Ryan McMahon                                            | Eyes Wide Open                | 2015 |

## V
| Titel   | Autoren                                    | Album               | Jahr |
| ------- | ------------------------------------------ | ------------------- | ---- |
| Vicious | Sabrina Carpenter, Amy Allen, Jason Evigan | Emails I Can't Send | 2022 |

## W
| Titel                                              | Autoren                                                                                                  | Album                                                       | Jahr |
| -------------------------------------------------- | --- | ----------------------------------------------------------- | ---- |
| We'll Be the Stars                                 | Steven Solomon, Skyler Stonestreet, Cameron Walker                                                       | Eyes Wide Open                                              | 2015 |
| White Flag                                         | Scott Harris, Cara Salimando, Kyle Dykstra                                                               | Can't Blame a Girl for Trying                               | 2014 |
| Why                                                | Sabrina Carpenter, Jonas Jeberg, Brett McLaughlin                                                        | Singular: Act I (Japanese Edition)                          | 2017 |
| Wildside (feat. Sofia Carson)                      | Sabrina Carpenter, Chelsea Lena, Emanuel Kiriakou, Evan Bogart, Jens Koerkemeier                         | Your Favorite Songs from 100 Disney Channel Original Movies | 2016 |
| Wow (Remix) (Zara Larsson feat. Sabrina Carpenter) | Sabrina Carpenter, Brittany Amaradio, Christopher Comstock, Thomas Eriksen, Joakim Haukaas, Madison Love | -                                                           | 2020 |

## Y
| Titel                                                  | Autoren                                                       | Album                              | Jahr |
| ------------------------------------------------------ | ------------------------------------------------------------- | ---------------------------------- | ---- |
| You Need Me Now? (mit Girl in Red)                     | Matias Tellez, Marie Ulven, Sabrina Carpenter                 | I'm Doing It Again Baby!           | 2024 |
| You're a Mean One, Mr. Grinch (feat. Lindsey Stirling) | Theodor „Dr. Seuss“ Geisel, Albert Hague                      | Warmer in the Winter               | 2017 |
| Your Love's Like                                       | Sabrina Carpenter, Matthew Tishler, Phil Bentley, Lindsey Lee | Eyes Wide Open                     | 2015 |
| Your Name                                              |                                                               | The Short History of the Long Road | 2020 |